# Joannes Jacob Van Silfhout
Joannes Jacob Van Silfhout (Sint-Amandsberg, 2 de mayo de 1899-Gante, 29 de enero de 1942) fue un deportista belga que compitió en remo. Ganó dos medallas en el Campeonato Europeo de Remo, plata en 1920 y bronce en 1921.

## Palmarés internacional
| Campeonato Europeo | Campeonato Europeo       | Campeonato Europeo | Campeonato Europeo |
| Año                | Lugar                    | Medalla            | Prueba             |
| ------------------ | ------------------------ | ------------------ | ------------------ |
| 1920               | Mâcon (Francia)          | Medalla de plata   | Cuatro con timonel |
| 1921               | Ámsterdam (Países Bajos) | Medalla de bronce  | Ocho con timonel   |